# (7239) Mobberley
(7239) Mobberley est un astéroïde de la ceinture principale.

## Description
(7239) Mobberley est un astéroïde de la ceinture principale. Il fut découvert le 4 octobre 1989 à Stakenbridge par Brian G. W. Manning. Il présente une orbite caractérisée par un demi-grand axe de 2,32 UA, une excentricité de 0,26 et une inclinaison de 3,6° par rapport à l'écliptique.

## Compléments